# Ширнесс
Ши́рнесс — город в северной части графства Кент, Великобритания. Находится на острове Шеппи, при впадении реки Медуэй в эстуарий Темзы.
В прошлом место расположения королевской верфи, продолжения Чатемской верфи, и военно-морского госпиталя.

## История
Город построен на месте форта времён Генриха VIII, охранявшего вход в Темзу и подход к Чатему.
После 1667 года приказом секретаря Адмиралтейства Пеписа началось строительство королевской верфи, для расширения существующей по соседству.
В 1708 году построен сухой док.
Напротив города, в устье Темзы, располагалась якорная стоянка флота — Нор.
Устье реки Медуэй использовалось для отстоя недостроенных или выведенных в резерв кораблей. Верфь была официально закрыта в 1984 году.
26 ноября 1914 года здесь произошла одна из крупнейших морских катастроф на британском флоте, линкор додредноудного типа «Болверк» взорвался на городском рейде; 738 моряков ВМС Великобритании погибли; погибшим был установлен монумент.
Госпиталь существует в изменённом виде.

## Экономика
Порт Ширнесс является перегрузочным с морского на железнодорожный транспорт и используется в основном для импорта, но также для экспорта стали, фармацевтической продукции, колбасных изделий.
Порт имеет и локальное значения для экономики острова Шипей.
С 1972 года в городе работает сталелитейное предприятие Sheerness Steel для переплавки металлолома. Ещё одной отраслью экономики является курортная зона по северному берегу острова.